# Tapajohoughia tropica
Tapajohoughia tropica är en tvåvingeart som beskrevs av Townsend 1934. Tapajohoughia tropica ingår i släktet Tapajohoughia och familjen parasitflugor. Inga underarter finns listade i Catalogue of Life.